# فلوران اميليو سيري
فلوران اميليو سيري (بالفرنسية: Florent Emilio Siri) (و. 1965  م) هو مخرج أفلام، وكاتب سيناريو فرنسي، ولد في لورين.

## التعليم
تعلم في جامعة باريس.

## وصلات خارجية
- فلوران اميليو سيري على موقع IMDb (الإنجليزية)
- فلوران اميليو سيري على موقع ألو سيني (الفرنسية)
- فلوران اميليو سيري على موقع أول موفي (الإنجليزية)
- فلوران اميليو سيري على موقع قاعدة بيانات الأفلام السويدية (السويدية)
- فلوران اميليو سيري على موقع قاعدة بيانات الفيلم (الإنجليزية)
- فلوران اميليو سيري على موقع كينوبويسك (الروسية)